# Ape
Ape er beliggende i Alūksnes distrikt i det nordlige Letland og fik byrettigheder i 1928. Byen ligger ikke langt fra grænsen til Estland. Før Letlands selvstændighed i 1918 var byen også kendt på sit tyske navn Hoppenhof.